# Syphon Filter: Combat Ops
Syphon Filter: Combat Ops è un videogioco multigiocatore disponibile esclusivamente per il PlayStation Network, il servizio di collegamento on-line incluso nella console PlayStation 3. È già funzionante in Europa, negli Stati Uniti d'America, ed in Giappone.
È un'espansione del Syphon Filter: Logan's Shadow con l'aggiunta di nuove missioni e armi.